# Faiditus amates
Faiditus amates är en spindelart som först beskrevs av Harriet Exline och Levi 1962.  Faiditus amates ingår i släktet Faiditus och familjen klotspindlar. Inga underarter finns listade i Catalogue of Life.